# پیتز مزون
پیتز مزون (به لاتین: Piz Mezzaun) یک کوه در سوئیس است که در کانتون گراوبوندن واقع شده‌است. پیتز مزون ۳٬۰۰۰ متر بالاتر از سطح دریا واقع شده‌است.